# Saskia Rosendahl
Saskia Rosendahl (Halle, Sajonia-Anhalt; 9 de julio de 1993) es una actriz alemana.

## Carrera
Rosendahl comenzó su carrera en el ballet infantil del Teatro de la Ópera de Halle, donde actuó entre los años 2001 y 2011. Entre los años 2008 y 2011 colaboró como actriz en el teatro de improvisación Kaltstart y en el Kulturinsel Halle. En el año 2010 debutó en el cine con la película Für Elise, del director Wolfgang Dinslage.
En el año 2011 interpretó el papel protagonista en la película antibelicista de la directora Cate Shortland Lore. La revista Variety elogió la madurez y la seguridad de su interpretación en ese papel complejo, y la consideró como un «talento nuevo y emocionante». En la vigesimotercera edición del Festival Internacional de Cine de Estocolmo consiguió el premio a la mejor actriz, y en los premios AACTA fue elegida mejor actriz novel.
En el año 2012 finalizó la escuela y empezó a trabajar en la adaptación de un best-seller, Der Geschmack von Apfelkernen, dirigida por Vivian Naefe. En la 63.ª edición del Festival Internacional de Cine de Berlín, en el año 2013, fue uno de los diez actores elegidos como Shooting Star por la European Film Promotion. Ese mismo año fue nominada al premio New Faces Award.

## Filmografía
- 2012 - Lore
- 2012 - Für Elise
- 2013 - Zum Geburtstag
- 2013 - Der Geschmack von Apfelkernen
- 2013 - Der Teufel mit den drei goldenen Haaren
- 2014 - SOKO Leipzig
- 2015 - Wir sind jung. Wir sind stark
- 2015 - Zorn – Vom Lieben und Sterben
- 2018 - Never Look Away
- 2024 - Sterben